# Univerzális kvantifikáció
Az univerzális kvantifikáció az a logikai operátor (speciális kvantor), mely a „minden”, „bármely”, „összes” természetes nyelvi szavaknak feleltethető meg valamely formális nyelven belül. Univerzális kvantor szerepét töltik be például az alábbi mondatokban a dőlt betűs szavak:
„Minden ember halandó.”
„Ezügyben érdeklődhet bármelyik munkatársunknál.”
„A gyerek az összes tojást összetörte.”
Az említett szavak akkor válnak univerzális kvantorrá, ha a mondatokat egy formális nyelv kifejezéseiből állítjuk össze, például ekképpen:
ha φ(x) jelentése az, hogy „x halandó”, akkor (∀x)φ(x) jelentése „Minden ember halandó.”
Itt (∀x)φ(x)-t úgy mondjuk ki, hogy „minden x-re fí-x” és a
{\displaystyle \forall \,}
szimbólum az univerzális kvantifikáció jele.

## Szintaktika és szándékolt jelentés
A (∀x)φ formulát akkor veszünk egy elsőrendű formális nyelvben, ha a „Minden dolog 'φ' tulajdonságú.” metanyelvi mondatot kívánjuk a tárgynyelvben megfogalmazni (fordítani). Ez az univerzális kvantor szándékolt jelentése. Vegyük észre, hogy míg a formalizálatlan metanyelv fenti mondatában nincsenek változók, addig a tárnynyelvben már vannak. Mi több, például a (∀x)(x=y) tárgynyelvi formula szándékolt jelentése:
„minden egyenlő a ...-tal”
ami egy hiányos mondat, egy predikátum. A (∀x)(x=y)-ben két külön típusú változó szerepel. A metanyelvi fordításban az x, mely a kvantifikáció megfogalmazásának segédváltozója, nem szerepel. Az y a metaelmélet természetes nyelvében egy kitöltetlen hely marad. A szintaktikai vonatokozásoknál a változók ezen megkülönböztetése nagy odafigyelést követel a formalizálótól. A szándékolt jelentés a formális nyelvvel szemben természetes követelményeket támaszt, melyek némelyikének az elsőrendű nyelvek tökéletesen megfelelnek, másokat csak részben teljesít. A formális tudományokban, például a matematikában a szándékolt jelentésre úgy kell tekintenünk, mint egy kezdeti feltevésre, melynek fennállását mindig ellenőriznünk kell. Könnyen előfordulhat, hogy a formalizálás elején még összhangban van a metanyelv és a tárgynyelv, de formális manipulációk sorozata után a kezdetben betáplált szándékolt jelentés már nem öröklődik a végállapotra. Erre a legjobb példa a második Gödel-tétel, melyben bizonyos metaelméleti mondatok fordítása során olyan tárgynyelvi mondatok jönnek létre, melyek pont fordításuk ellenkezőjét állítják.

### Változók lekötése
Formális nyelvekben a kvantorok változót lekötő operátorok. Ez azt jelenti, hogy míg a φ(x,y) formula kétbemenetűnek tekinthető (x és y is szabad változója a φ-nek), addig a (∀x)φ(x,y) már csak egy bemenettel rendelkezik (x szabad változója φ-nek, y pedig kötött változója φ-nek). Ekkor még azt is mondjuk, hogy a (∀x)φ(x,y) formulában szereplő (∀x) kvantor hatóköre a φ(x,y) formula, amelyen belül tehát az x kötött módon szerepel.
Például, míg a
φ ≡ 'x=x'
formulában az x változót a c konstansra cserélve az új
φ[x/c] ≡'c=c'
zárt formulát (mondatot) kapjuk, addig a
(∀x)φ
már maga is zárt formula, x nem szabad változója, így helyettesítése a c konstanssal definíció szerint nem eredményez új mondatot:
((∀x)φ)[x/c] ≡ (∀x)φ
Ezt úgy is mondjuk, hogy kötött változóba nem lehet semmit behelyettesíteni.

### Tiltott helyettesítések
Egy
ψ ≡ (∀x)φ(x,y)
alakú formulában formálisan (grafikusan) végrehajtható az [y/x] helyettesítés:
((∀x)φ(x,y))[y/x] ≡ (∀x)φ(x,x)
de egy ilyen helyettesítés az y helyére kerülő x-et  bevonja a kvantor hatókörébe, miközben az y eredetileg ψ-nek szabad változója volt. Világos, hogy egy ilyen helyettesítés lényegesen megváltoztatja a ψ jelentését. Például a
ψ(y) ≡ (∀x)(x = y)
szándékolt jelentése:
ψ(y) ≡ „y mindennel egyenlő”,
míg
ψ[y/x] ≡ (∀x)(x = x) ≡ „minden egyenlő saját magával”.
Mindeközben például a
ψ[y/z] ≡ (∀x)(x = z) ≡ „z mindennel egyenlő”
egy jelentésmegőrző helyettesítés.
Azt mondjuk, hogy a (∀x)φ(x,y) formulában az t kifejezés szabad az y-ba történő helyettesítésre nézve, ha t-nek nem szabad változója az x. Ekkor a ((∀x)φ(x,y))[y/t] helyettesítés nem köt le t-beli szabad x-et, mivel nincs is olyan.

## Bizonyításelméleti szemantika
Egy formális elméletbeli univerzális kvantifikációnak nem csak szándékolt jelentése (vagyis hogy a „minden” szót rövidíti) létezik. Értelmet adhatunk a (∀x)φ univerzális kijelentéseknek, ha megmondjuk, hogy milyen szabály örökíti az igazságot rájuk és mire örökítik az igazságot. Az elsőrendű nyelvekben a következő alapvető jelentőségű levezetési szabályok érvényesek az univerzális kijelentésekre.

### Univerzális generalizáció
Az univerzális generalizáció az a következtetési szabály, mely valamely premisszából egy (∀x)φ formulára enged következtetni. A következő természetes nyelvi aktusról van szó:
Tegyük fel, hogy egy φ tulajdonság tetszőleges t dologra igaz. Ekkor helyesen következtetünk, ha azt mondjuk: „Minden dolog φ tulajdonságú”.
Példa. Igazoljuk, hogy minden kettőnél nagyobb prímszám páratlan!
1. (tetszőleges választás) Legyen p tetszőleges kettőnél nagyobb prímszám.
2. (indirekt feltevés) Ha p páros lenne, akkor lenne k pozitív egész, hogy 2k = p
3. (ellentmondás) De mivel p > 2, ezért k > 1, azaz p fölbontható két olyan pozitív egész szám szorzatára, mely közül egyik sem az 1, azaz p nem prím.
4. (konklúzió) Tehát p páratlan.
5. (univerzális generalizáció) Mivel p tetszőleges volt, ezért kijelenthetjük: minden kettőnél nagyobb prímszám páratlan.

Az érvelésben, amikor 1. és 4. fennállása miatt 5.-re következetettünk, univerzális generalizációt végeztünk.
Az univerzális kvantor bevezetési szabálya lényegesen függ attól, hogy Γ |- φ levezethetőség esetén levezetési szabályok közé veszik-e föl a korlátozatlan generalizációt (GEN) is vagy egyedüli levezetési szabálynak a modus ponenst (MP) tekintik. Az egyik lehetséges definíciója Γ |- φ-nek az, hogy létezik olyan (ψ1,...,ψn) formulasorozat, hogy ψn≡φ és minden k<n-re
1. ψk logikai axióma vagy eleme Γ-nak vagy
2. (MP) létezik i,j < k ψj≡ψi{\displaystyle \to }ψk vagy
3. (GEN) létezik i < k (∀x)ψi≡ψk

Ha ezzel szemben (GEN)-t elhagyjuk és a logikai axiómákat bővítjük a φ{\displaystyle \to }(∀x)φ sémával (melyben x nem szerepel szabadon φ-ben), akkor megváltoznak az univerzális kvantorra vonatkozó alapvető szabályok.

#### Korlátozatlan  univerzális generalizáció
(GEN)-nel.
Tetszőleges φ formulára, Γ formulahalmazra és x változóra:
```

  

    

      

        

          

            

              
Γ

              
⊢

              
φ

            

            

              
Γ

              
⊢

              
(

              
∀

              

              
x

              
)

              
φ

              

            

          

        

        

        

        
(

        

          
U

          
G

        

        
)

      

    

    
{\displaystyle {\frac {\Gamma \vdash \varphi }{\Gamma \vdash (\forall \,x)\varphi \;}}\quad \quad (\mathrm {UG} )}

  

```

Ebben az esetben viszont a dedukciótételt nem lehet korlátozatlan formában alkalmazni, legegyszerűbb esetben csak zárt premisszákra. Például az alábbi gondolatmenetben azt látjuk be, hogy ha minden dolog olyan, hogy ha az a, akkor b is, akkor minden dolog b. Ilyen következtetés például a {c≠b,a=b} elméletben nyilvánvalóan érvénytelen.
{\displaystyle c\neq b,a=b\vdash (\forall x)(x=a\;\rightarrow \;x=b)}
{\displaystyle c\neq b,a=b\vdash x=a\;\rightarrow \;x=b}
{\displaystyle c\neq b,a=b,x=a\vdash x=b}
{\displaystyle c\neq b,a=b,x=a\vdash (\forall x)(x=b)} [korlátozatlan univerzális generalizálás: x szerepel az |- jel előtt]
{\displaystyle c\neq b,a=b\vdash x=a\;\rightarrow \;(\forall x)(x=b)} [korlátozatlan dedukciótétel: x-től függő premissza felvétele]
{\displaystyle c\neq b,a=b\vdash (\forall x)(x=a\;\rightarrow \;(\forall x)(x=b))}
{\displaystyle c\neq b,a=b\vdash a=a\;\rightarrow \;(\forall x)(x=b)} [univerzális specifikáció a külső x-re]
{\displaystyle c\neq b,a=b\vdash (\forall x)(x=b)} [a=a axióma]
Ezekben az elméletekben a változók azon a kitüntetett szerepen kívül, hogy szabad és kötött szereplésük is létezik oly módon is kitüntetettek a konstansokkal szemben, hogy minden körülmények között (amikor egy levezethető formulában szerepelnek) univerzálisan generalizálhatók.

#### Korlátozott univerzális generalizáció
Ha a GEN-t nem tekintjük levezetési szabálynak, akkor az azzal az előnnyel jár, hogy a dedukciótétel feltételek nélkül érvényes: ha Γ U {ψ} |- φ, akkor Γ |- ψ {\displaystyle \rightarrow } φ  (DT). Cserébe azonban az UG szabály csak az alábbi formában érvényes:
Tetszőleges φ formulára, Γ formulahalmazra és x változóra:
```

  

    

      

        

          

            

              
Γ

              
⊢

              
φ

            

            

              
Γ

              
⊢

              
(

              
∀

              

              
x

              
)

              
φ

              

            

          

        

        

        

        
(

        

          
U

          
G

        

        
)

      

    

    
{\displaystyle {\frac {\Gamma \vdash \varphi }{\Gamma \vdash (\forall \,x)\varphi \;}}\quad \quad (\mathrm {UG} )}

  

ahol x 
nem szabad változója
 Γ egyetlen elemének sem.
```

Az előző szakaszban említett példa ez esetben is mutatja, hogy korlátozatlan módon egyszerre DT-t és UG-t nem lehet alkalmazni.
Mindkét esetben igaz az, hogy konstanssal is működik a generalizálás a következő formában:
```

  

    

      

        

          

            

              
Γ

              
⊢

              
φ

              
(

              
c

              
)

            

            

              
Γ

              
⊢

              
(

              
∀

              

              
x

              
)

              
φ

              
[

              
x

              

                
/

              

              
c

              
]

              

            

          

        

        

        

        
(

        

          
U

          
G

          
−

          
k

          
o

          
n

          
s

          
t

        

        
)

      

    

    
{\displaystyle {\frac {\Gamma \vdash \varphi (c)}{\Gamma \vdash (\forall \,x)\varphi [x/c]\;}}\quad \quad (\mathrm {UG-konst} )}

  

ahol c nem szerepel  Γ egyetlen elemében sem és
x szabad a c-be történő behelyettesítésre nézve a φ-ben.
```

Ez mutatja, hogy ha GEN-t nem szerepeltetjük, mint levezetési szabályt (a bizonyíthatóság definíciójában), akkor a változóknak (azon felül, hogy létezik kötött és szabad előfordulásuk) lényegében nincs kitüntetett szerepük a konstansokat történő összevetésben.

### Univerzális specifikáció
Az univerzális specifikálás vagy univerzális instanciáció az a következtetési szabály, mely a (∀x)φ premisszából valamely más formulára enged következtetni. A következő természetes nyelvi aktusról van szó:
Tegyük fel, hogy „Minden dolog φ tulajdonságú”. Ekkor helyesen következtetünk, ha tetszőleges t dologról azt állítjuk: „A t dolog φ tulajdonságú”.
Például:
```
Szókratész ember 

  

    

      

        
⊢

      

    

    
{\displaystyle \vdash }

  

 Minden ember halandó
-----------------------------------------
Szókratész ember 

  

    

      

        
⊢

      

    

    
{\displaystyle \vdash }

  

  Szókratész halandó
```

∀ kiküszöbölési szabálya (az univerzális specifikáció)
Tetszőleges φ formulára, Γ formulahalmazra, x változóra és t kifejezésre:
```

  

    

      

        

          

            

              
Γ

              
⊢

              
(

              
∀

              

              
x

              
)

              
φ

              

            

            

              
Γ

              
⊢

              
φ

              
[

              
t

              

                
/

              

              
x

              
]

            

          

        

        

        

        
(

        

          
U

          
E

        

        
)

      

    

    
{\displaystyle {\frac {\Gamma \vdash (\forall \,x)\varphi \;}{\Gamma \vdash \varphi [t/x]}}\quad \quad (\mathrm {UE} )}

  

ahol t 
szabad
 φ-ben az x-be történő behelyettesítésre nézve
(másként: a [t/x] helyettesítés megengedett φ-ben).
```

A megfogalmazott kitétel arra vonatkozik, hogy az érv nem érvényes például a következő esetben:
{\displaystyle {\frac {a\neq b\vdash (\forall \,x)(\exists y)(x\neq y)\;}{a\neq b\vdash (\exists y)(y\neq y)}}\quad \quad \scriptstyle {/((\exists y)(x\neq y))[y/x]}}
Ugyanis a két különböző a és b konstansot tartalmazó elméletben érvényes a φ ≡ (∀x)(∃y)(x ≠ y) formula, hiszen van két különböző individuum, de a
((∃y)(x ≠ y))[y/x]
nem megengedett helyettesítéssel nyert
(∃y)(y ≠ y)
formula már semelyik ellentmondásmentes elméletben sem lehet érvényes. Itt persze a jelentés is csorbul: φ(x) jelentése: „x olyan, amitől létezik különböző”, míg (∃y)(y ≠ y) nem azt jelenti, hogy „y-tól nincs különböző”, ahogy az x-be történő helyettesítés után értenének, hanem hogy „létezilk olyan dolog, ami saját magától különbözik”. Egy ilyen jelentésváltozás nem szándékolt, ezért tiltjuk el az példában végrehajtott következtetést.

## Modellelméleti szemantika
Alfred Tarski az 1930-as években adott először osztályelméleti jelentést a kvantoroknak. Ennek szellemében, legyen {\displaystyle \scriptstyle {{\mathfrak {M}}=(M,(f_{i})_{i\in I},(r_{j})_{j\in J},(c_{k})_{k\in K})}} modellje egy {\displaystyle \scriptstyle {\mathcal {L}}} elsőrendű nyelvnek. Adott φ formulára, az i-edik vi változójelre és adott a=(a1, a2,...) ∈ Mω végtelen értékeléssorozatra fennáll, hogy
{\displaystyle {\mathfrak {M}}\models (\forall v_{i})\varphi [a]}
azaz „(∀vi)φ igaz az a értékelés szerint”, pontosan akkor, ha
minden u ∈ M-re {\displaystyle {\mathfrak {M}}\models \varphi [a_{i}^{u}]}
azaz akármilyen értéket adva az a i-edik elemének az így létrejövő értékelés szerint is igaz a φ formula az {\displaystyle \scriptstyle {\mathfrak {M}}} modellben.

### Kapcsolata az∧konnektívummal
Az univerzális kvantor működésében rokonítható az „és” szót megjelenítő ∧ logikai konjunkcióval: ∀ bizonyos értelemben egy végtelen konjunkciónak felel meg. Véges modell esetén előállítható a modellnek olyan bővítése, mely konjunkcióvá alakítja az univerzális formulákat. Ha {\displaystyle \scriptstyle {\mathfrak {M}}} véges modell, {\displaystyle \scriptstyle {{\mathcal {L}}_{M}={\mathcal {L}}\cup \{c_{m}\}_{m\in M}}} bővített nyelvben az új konstansok {cm}m∈M halmaza |M| elemszámú és {\displaystyle \scriptstyle {({\mathfrak {M}},m)_{m\in M}}} az {\displaystyle \scriptstyle {{\mathcal {L}}_{M}}} nyelv azon modellje, mely {\displaystyle \scriptstyle {\mathfrak {M}}}-nek bővítése és melyben az új konstansok különböző M-beli értékeket vesznek fel, akkor
{\displaystyle ({\mathfrak {M}},m)_{m\in M}\models (\forall x)\varphi (x)\quad \quad \Longleftrightarrow \quad \quad ({\mathfrak {M}},m)_{m\in M}\models \bigwedge \limits _{m\in M}\varphi (c_{m})}
Ha a konstansokat beszámozzuk: {uk}k=1...n={cm}m∈M, akkor tehát
{\displaystyle (\forall x)\varphi (x)\quad \quad \Longleftrightarrow \quad \quad \varphi (u_{1})\wedge \varphi (u_{2})\wedge ...\wedge \varphi (u_{n})}
a mondott modellben. Tehát a „12. a. osztály minden tanulója ötöst kapott” mondat ekvivalens azzal, hogy „Almási Anna ötöst kapott és Bán Balázs ötöst kapott és ... és Zoltán Zsófi ötöst kapott.”.
A jobb oldali formula általában nem írható fel a nyelvben. Egyrészt nem biztos, hogy egy modellben minden elem meg van nevezve, másrészt ha ez igaz is lenne, végtelen modellben végtelen hosszú formulát kellene felírni, ami nincs.

## Algebrai modellelméleti szemantika
Ha {\displaystyle \scriptstyle {\mathbf {A} =(A,\cup ,\cap ,\setminus ,0,U^{\omega },\mathrm {C} _{i},\mathrm {d} _{ij})_{i,j\in \omega }}\in {\mathsf {Cs}}_{\omega }} olyan cilindrikus halmazalgebra, mely reguláris és lokálisan véges dimenziós, akkor izomorfizmus erejéig egyértelműen megfeleltethető egy elsőrendű nyelv {\displaystyle \scriptstyle {\mathfrak {M}}} modelljének. Ebben az algebrában a C cilindrifikáció lényegében az egzisztenciális kvantifikáció:
{\displaystyle X\in A:\quad \quad \mathrm {C} _{i}X=\{a:\omega \to U\mid (\exists u\in U)(b\in X:\quad b_{j}=a_{j}\quad (j\neq i),\;b_{i}=u)\}}
tehát, mely egy A-beli X sorozathalmazhoz azon sorozatok halmazát rendeli, melyek  megváltoztathatók úgy, hogy még mindig X-ben legyenek.
Ez esetben az univerzális kvantor algebrai művelettel megfogalmazva:
{\displaystyle \mathrm {C} _{i}^{\partial }X=U^{\omega }\setminus \mathrm {C} _{i}(U^{\omega }\setminus X)}
(itt ∂ a Ci operátor duálisára utal.) Ezzel például a következő logikai azonosságok az alábbi algebrai alakot öltik:
{\displaystyle \mathrm {C} _{i}^{\partial }(X\cap Y)=(\mathrm {C} _{i}^{\partial }X)\cap (\mathrm {C} _{i}^{\partial }Y)\quad \quad \mathrm {minden} \;X,Y\in A}
{\displaystyle \mathrm {C} _{i}^{\partial }(X\cup Y)\supseteq (\mathrm {C} _{i}^{\partial }X)\cup (\mathrm {C} _{i}^{\partial }Y)\quad \quad \mathrm {minden} \;X,Y\in A}
Megjegyezzük, hogy a cilindrikus halmazalgebrák egyben Boole-halmazalgebrák is, annyiban többek, hogy a kvantifikációnak és az egyenlőségnek művelet is be van vezetve.

## Logikai azonosságok
Tetszőleges modellben igazak ill. minden elméletben érvényesek a következő formulák:
{\displaystyle (\forall x)\varphi \leftrightarrow \neg (\exists x)\neg \varphi }
{\displaystyle (\forall x)(\forall y)\varphi \leftrightarrow (\forall y)(\forall x)\varphi }
{\displaystyle (\exists x)(\forall y)\varphi \rightarrow (\forall y)(\exists x)\varphi }
{\displaystyle (\forall x)(\varphi \wedge \psi )\leftrightarrow (\forall x)\varphi \wedge (\forall x)\psi }
{\displaystyle (\forall x)\varphi \vee (\forall x)\psi \rightarrow (\forall x)(\varphi \vee \psi )}
Továbbá, ha ψ-ben nem szerepel szabadon az x változó, akkor
{\displaystyle (\forall x)(\psi \vee \varphi )\leftrightarrow \psi \vee (\forall x)\varphi }
{\displaystyle (\forall x)(\psi \wedge \varphi )\leftrightarrow \psi \wedge (\forall x)\varphi }

## Feltételes és halmazbeli univerzális kvantor
Ha ψ tetszőleges formula, akkor a ψ feltétel melletti univerzális kvantifikáció:
{\displaystyle (\forall _{\psi }x)\equiv (\forall x)(\psi \rightarrow \varphi )}
Speciálisan, ha a halmazelméletben ψ egy ' x ∈ H ' alakú formula, akkor az ezen feltétel melletti kvantort halmazbeli kvantornak nevezzük:
{\displaystyle (\forall x\in H)\varphi \equiv (\forall _{x\in H}x)\varphi }

## Intuicionista univerzális kvantor
Az intuicionista logika univerzális kvantora (mint az összes többi logikai operátora) különbözik a klasszikus logika szerintitől. A klasszikus (∀x)φ jelentése, hogy az, hogy φ a tárgyalási univerzum minden elemére igaz. Ezzel szemben az intuicionista (∀x)φ egy jellegzetes interpretációja a Kolmogorov-féle feladatinterpretáció. Ebben a φ formulák paraméteres feladatok és a
(∀x)φ feladatot megoldani nem más, mint általános eljárást adni a φ(x) x-szel paraméterezett feladat megoldására (tehát az x paraméter minden értékére).
Ezt az interpretációt tekintve egyáltalán nem meglepő, hogy az intuicionista kvantifikációelméletben csak a következő formulák levezethetők:
{\displaystyle (\forall x)\varphi (x)\rightarrow \neg (\exists x)\neg \varphi (x)\,}
a ∀ megfogalmazhatósága egzisztenciális kvantorral csak negatív φ-re teljesül:
{\displaystyle (\forall x)\neg \varphi (x)\leftrightarrow \neg (\exists x)\varphi (x)\,}
{\displaystyle (\forall x)\neg \neg \varphi (x)\leftrightarrow \neg (\exists x)\neg \varphi (x)\,}